# Општина Окојукан (Пуебла)
Окојукан (шп. Ocoyucan) општина је у Мексику у савезној држави Пуебла. Општина се налази на надморској висини од 2102 м.

## Становништво
Према подацима из 2010. у општини је живело 25720 становника.

### Хронологија
| Година       | 2000                  | 2005                 | 2010                  |
| ------------ | --------------------- | -------------------- | --------------------- |
| Становништво | 23619 (11131 / 12488) | 21185 (9880 / 11305) | 25720 (12128 / 13592) |

### Попис
| \| \| м \| \| \| ж \| \| 0—2 \| 810 \| \| \| 833 \| \| 3—5 \| 902 \| \| \| 898 \| \| 6—11 \| 1.931 \| \| \| 1.944 \| \| 12—14 \| 952 \| \| \| 1.047 \| \| 15—17 \| 978 \| \| \| 1.083 \| \| 18—24 \| 1.586 \| \| \| 1.853 \| \| 60+ \| 849 \| \| \| 1.032 \| \| Просек : \| 25,2 \| \| \| 26,4 \| |       |  |  |       |
| |       |  |  |       |
| | м     |  |  | ж     |
| 0—2 | 810   |  |  | 833   |
| 3—5 | 902   |  |  | 898   |
| 6—11 | 1.931 |  |  | 1.944 |
| 12—14 | 952   |  |  | 1.047 |
| 15—17 | 978   |  |  | 1.083 |
| 18—24 | 1.586 |  |  | 1.853 |
| 60+ | 849   |  |  | 1.032 |
| Просек : | 25,2  |  |  | 26,4  |

| #   | Индикатор                                                                                        | Вредност |
| --- | ------------------------------------------------------------------------------------------------ | -------- |
| 1   | Становништво од 0 до 2 године                                                                    | 1643     |
| 2   | Мушко становништво од 0 до 2 године                                                              | 810      |
| 3   | Женско становништво од 0 до 2 године                                                             | 833      |
| 4   | Становништво са 3 и више година                                                                  | 23735    |
| 5   | Мушко становништво са 3 и више година                                                            | 11148    |
| 6   | Женско становништво са 3 и више година                                                           | 12587    |
| 7   | Становништво са 5 и више година                                                                  | 22561    |
| 8   | Мушко становништво са 5 и више година                                                            | 10573    |
| 9   | Женско становништво са 5 и више година                                                           | 11988    |
| 10  | Становништво са 12 и више година                                                                 | 18060    |
| 11  | Мушко становништво са 12 и више година                                                           | 8315     |
| 12  | Женско становништво са 12 и више година                                                          | 9745     |
| 13  | Становништво са 15 и више година                                                                 | 16061    |
| 14  | Мушко становништво са 15 и више година                                                           | 7363     |
| 15  | Женско становништво са 15 и више година                                                          | 8698     |
| 16  | Становништво са 18 и више година                                                                 | 14000    |
| 17  | Мушко становништво са 18 и више година                                                           | 6385     |
| 18  | Женско становништво са 18 и више година                                                          | 7615     |
| 19  | Становништво од 3 до 5 година                                                                    | 1800     |
| 20  | Мушко становништво од 3 до 5 година                                                              | 902      |
| 21  | Женско становништво од 3 до 5 година                                                             | 898      |
| 22  | Становништво од 6 до 11 година                                                                   | 3875     |
| 23  | Мушко становништво од 6 до 11 година                                                             | 1931     |
| 24  | Женско становништво од 6 до 11 година                                                            | 1944     |
| 25  | Становништво од 8 до 14 година                                                                   | 4624     |
| 26  | Мушко становништво од 8 до 14 година                                                             | 2253     |
| 27  | Женско становништво од 8 до 14 година                                                            | 2371     |
| 28  | Становништво од 12 до 14 година                                                                  | 1999     |
| 29  | Мушко становништво од 12 до 14 година                                                            | 952      |
| 30  | Женско становништво од 12 до 14 година                                                           | 1047     |
| 31  | Становништво од 15 до 17 година                                                                  | 2061     |
| 32  | Мушко становништво од 15 до 17 година                                                            | 978      |
| 33  | Женско становништво од 15 до 17 година                                                           | 1083     |
| 34  | Становништво од 18 до 24 године                                                                  | 3439     |
| 35  | Мушко становништво од 18 до 24 године                                                            | 1586     |
| 36  | Женско становништво од 18 до 24 године                                                           | 1853     |
| 37  | Женско становништво од 15 до 49 година                                                           | 6869     |
| 38  | Становништво са 60 и више година                                                                 | 1881     |
| 39  | Мушко становништво са 60 и више година                                                           | 849      |
| 40  | Женско становништво са 60 и више година                                                          | 1032     |
| 41  | Однос између мушкараца и жена                                                                    | 89.23    |
| 42  | Становништво од нуле до 14 година                                                                | 9317     |
| 43  | Становништво од 15 до 64 године                                                                  | 14677    |
| 44  | Становништво од 65 година и више                                                                 | 1384     |
| 45  | Просечан број деце                                                                               | 2.88     |
| 46  | Становништво рођено у ентитету                                                                   | 24436    |
| 47  | Мушко становништво рођено у ентитету                                                             | 11493    |
| 48  | Женско становништво рођено у ентитету                                                            | 12943    |
| 49  | Становништво рођено у другом ентитету                                                            | 605      |
| 50  | Мушко становништво рођено у другом ентитету                                                      | 298      |
| 51  | Женско становништво рођено у другом ентитету                                                     | 307      |
| 52  | Становништво од 5 година и више резидентно у ентитету у јуну 2005. године                        | 21782    |
| 53  | Мушко становништво старосног доба од 5 година и више, резидентно у ентитету у јуну 2005. године  | 10076    |
| 54  | Женско становништво старосног доба од 5 и више година, резидентно у ентитету у јуну 2005. године | 11706    |
| 55  | Становништво од 5 година и више које је живело у другом ентитету у јуну 2005. године             | 162      |
| 56  | Мушко становништво старије од 5 година које је живело у другом ентитету у јуну 2005. године      | 94       |
| 57  | Женско становништво старије од 5 година које је живело у другом ентитету у јуну 2005. године     | 68       |
| 58  | Становништво од 3 године и више које говори аутохтони језик                                      | 1254     |
| 59  | Мушко становништво старо 3 године и више које говори аутохтони језик                             | 572      |
| 60  | Женско становништво старо 3 године и више које говори аутохтони језик                            | 682      |
| 61  | Становништво од 3 године и више које говори аутохтони језик и не говори шпански језик            | 10       |
| 62  | Мушко становништво старо 3 године и више које говори аутохтони језик и не говори шпански         | 1        |
| 63  | Женско становништво старо 3 године и више које говори аутохтони језик и не говори шпански језик  | 9        |
| 64  | Становништво старо 3 године и више које говори аутохтони језик и шпански                         | 1039     |
| 65  | Мушко становништво старо 3 године и више које говори аутохтони језик и шпански                   | 487      |
| 66  | Женско становништво старо 3 године и више које говори аутохтони језик и шпански                  | 552      |
| 67  | Становништво од 5 година и више које говори аутохтони језик                                      | 1250     |
| 68  | Становништво од 5 година и више које говори аутохтони језик и не говори шпански језик            | 10       |
| 69  | Становништво од 5 година и више које говори аутохтони језик и говори шпански језик               | 1036     |
| 70  | Становништво у домородачким домаћинствима                                                        | 3676     |
| 71  | Становништво са ограничењима у активностима                                                      | 794      |
| 72  | Становништво са ограниченим ходањем или кретањем, горе или доле                                  | 400      |
| 73  | Становници са ограничењима вида, чак и уз кориштење сочива                                       | 235      |
| 74  | Становништво са ограничењима говора, комуникације или конверзације                               | 70       |
| 75  | Становништво са ограниченим слухом                                                               | 96       |
| 76  | Становништво са ограничењима при одевању, купању или јелу                                        | 21       |
| 77  | Становништво са ограничењима у опажању или учењу једноставних ствари                             | 27       |
| 78  | Становништво са менталним ограничењима                                                           | 86       |
| 79  | Становништво без ограничења активности                                                           | 24314    |
| 80  | Становништво од 3 до 5 година које не похађа школу                                               | 1115     |
| 81  | Мушко становништво од 3 до 5 година које не похађа школу                                         | 549      |
| 82  | Женско становништво од 3 до 5 година које не похађа школу                                        | 566      |
| 83  | Становништво од 6 до 11 година које не похађа школу                                              | 176      |
| 84  | Мушко становништво од 6 до 11 година које не похађа школу                                        | 82       |
| 85  | Женско становништво од 6 до 11 година које не похађа школу                                       | 94       |
| 86  | Становништво од 12 до 14 година које не похађа школу                                             | 284      |
| 87  | Мушко становништво од 12 до 14 година које не похађа школу                                       | 134      |
| 88  | Женско становништво од 12 до 14 година које не похађа школу                                      | 150      |
| 89  | Становништво од 15 до 17 година похађа школу                                                     | 1093     |
| 90  | Мушко становништво од 15 до 17 година похађа школу                                               | 520      |
| 91  | Женско становништво између 15 и 17 година живота у школи                                         | 573      |
| 92  | Становништво од 18 до 24 године похађа школу                                                     | 575      |
| 93  | Мушко становништво од 18 до 24 године похађа школу                                               | 259      |
| 94  | Женско становништво од 18 до 24 године похађа школу                                              | 316      |
| 95  | Становништво од 8 до 14 година које не може да чита и пише                                       | 285      |
| 96  | Мушко становништво старосног доба од 8 до 14 година које не може да чита и пише                  | 163      |
| 97  | Женско становништво старосног доби од 8 до 14 година које не може да чита и пише                 | 122      |
| 98  | Становништво од 15 година и више које је неписмено                                               | 2531     |
| 99  | Мушко становништво од 15 година и више које је неписмено                                         | 793      |
| 100 | Женско становништво од 15 година и више које је неписмено                                        | 1738     |
| 101 | Становништво старо 15 и више година без школовања                                                | 2117     |
| 102 | Мушко становништво старо 15 и више година без школовања                                          | 711      |
| 103 | Женско становништво старо 15 и више година без школовања                                         | 1406     |
| 104 | Становништво старосног доба 15 и више година са непотпуним основним образовањем                  | 3976     |
| 105 | Мушко становништво старосног доба од 15 година и више са непотпуном основним образовањем         | 1751     |
| 106 | Женско становништво старосног доба 15 и више година са непотпуном основним образовањем           | 2225     |
| 107 | Становништво старо 15 и више година са комплетним основним образовањем                           | 3630     |
| 108 | Мушко становништво старо 15 година и више са комплетним основним образовањем                     | 1738     |
| 109 | Женско становништво старо 15 и више година са комплетним основним образовањем                    | 1892     |
| 110 | Становништво старосног доба 15 и више година са непотпуним средњим образовањем                   | 887      |
| 111 | Мушко становништво старосног доба од 15 година и више са непотпуним средњим образовањем          | 486      |
| 112 | Женско становништво старосног доба од 15 година и више са непотпуним средњим образовањем         | 401      |
| 113 | Становништво старо 15 и више година са пуним секундарном образовањем                             | 3012     |
| 114 | Мушко становништво старосног доба од 15 година и више са пуним секундарном образовањем           | 1535     |
| 115 | Женско становништво старосног доба од 15 година и више са пуним секундарном образовањем          | 1477     |
| 116 | Становништво старије од 18 година са постосновним образовањем                                    | 1957     |
| 117 | Мушко становништво старије од 18 година са постосновним образовањем                              | 937      |
| 118 | Женско становништво старије од 18 година са постосновним образовањем                             | 1020     |
| 119 | Просечна оцена школовања                                                                         | 6.02     |
| 120 | Просечан ниво образовања мушке популације                                                        | 6.37     |
| 121 | Просечан ниво образовања женског становништва                                                    | 5.73     |
| 122 | Економски активно становништво                                                                   | 8226     |
| 123 | Економски активна мушка популација                                                               | 5991     |
| 124 | Економски активна женска популација                                                              | 2235     |
| 125 | Становништво које није економски активно                                                         | 9682     |
| 126 | Мушко становништво које није економски активно                                                   | 2246     |
| 127 | Женско становништво које није економски активно                                                  | 7436     |
| 128 | Запослено становништво                                                                           | 7947     |
| 129 | Запослено мушко становништво                                                                     | 5759     |
| 130 | Запослено женско становништво                                                                    | 2188     |
| 131 | Незапослена популација                                                                           | 279      |
| 132 | Незапослена мушка популација                                                                     | 232      |
| 133 | Незапослена женска популација                                                                    | 47       |
| 134 | Становништво без права на здравствене услуге                                                     | 18022    |
| 135 | Становништво које има право на здравствене услуге                                                | 7242     |
| 136 | Становништво које има право на ИМСС                                                              | 897      |
| 137 | Становништво које има право на социјално осигурање                                               | 179      |
| 138 | Становништво које има право на државно социјално осигурање                                       | 79       |
| 139 | Становништво које има право на опште осигурање или здравствено осигурање за нову генерацију      | 5691     |
| 140 | Становништво које је било једном или није било у браку током 12 година и више                    | 7067     |
| 141 | Венчано или уједињено становништво од 12 година и више                                           | 9583     |
| 142 | Становништво које је било у браку или уједињено 12 година и више                                 | 1366     |
| 143 | Становништво са католичком религијом                                                             | 23119    |
| 144 | Протестанти, еванђелисти и библијски следбеници различити од еванђелиста                         | 1070     |
| 145 | Становништво са другим религијама различитим од претходних                                       | 52       |
| 146 | Становништво без религије                                                                        | 288      |
| 147 | Укупно пописаних домаћинства                                                                     | 5282     |
| 148 | Пописна домаћинства на челу са мушкарцима                                                        | 3931     |
| 149 | Пописна домаћинства на челу са женама                                                            | 1351     |
| 150 | Становништво у пописним домаћинствима                                                            | 25387    |
| 151 | Становништво у пописним домаћинствима на челу са мушкарцима                                      | 19787    |
| 152 | Становништво у пописним домаћинствима на челу са женама                                          | 5600     |
| 153 | Укупно домаћинстава                                                                              | 6323     |
| 154 | Укупно насељених домаћинстава                                                                    | 5393     |
| 155 | Укупно приватних кућа                                                                            | 6212     |
| 156 | Насељени приватни домови                                                                         | 5282     |
| 157 | Укупно насељених приватних кућа                                                                  | 5393     |
| 158 | Ненасељене приватне куће                                                                         | 663      |
| 159 | Појединачна домаћинства за привремену употребу                                                   | 267      |
| 160 | Становници у насељеним приватним кућама                                                          | 25387    |
| 161 | Насељеност станара у приватним становима                                                         | 4.81     |
| 162 | Просечно становника по соби у приватним насељеним домаћинствима                                  | 1.64     |
| 163 | Појединачна домаћинства са подовима од различитих материјала од земље                            | 4683     |
| 164 | Појединачна домаћинства у приземљу                                                               | 559      |
| 165 | Појединачна домаћинства са једном спаваћом собом                                                 | 2568     |
| 166 | Појединачна домаћинства са две спаваће собе и више                                               | 2680     |
| 167 | Појединачна домаћинства са једним собом                                                          | 654      |
| 168 | Појединачна домаћинства са две собе                                                              | 1575     |
| 169 | Појединачна домаћинства са 3 собе и више                                                         | 3008     |
| 170 | Појединачна домаћинства која имају електрично светло                                             | 5113     |
| 171 | Појединачна домаћинства која немају електрично светло                                            | 122      |
| 172 | Појединачна домаћинства која имају водоводну воду у стамбеном простору                           | 951      |
| 173 | Појединачна домаћинства која немају водоводну воду у стамбеном простору                          | 4293     |
| 174 | Појединачна домаћинства која имају тоалет                                                        | 4535     |
| 175 | Појединачна домаћинства која имају канализацију                                                  | 4538     |
| 176 | Појединачна домаћинства која немају канализацију                                                 | 699      |
| 177 | Појединачна домаћинства која имају електрично светло, довод воде из јавне мреже и канализацију   | 867      |
| 178 | Појединачна домаћинства без икаквих услова                                                       | 295      |
| 179 | Појединачна домаћинства која имају радио                                                         | 3845     |
| 180 | Појединачна домаћинства која имају телевизор                                                     | 4529     |
| 181 | Појединачна домаћинства која имају фрижидер                                                      | 2690     |
| 182 | Појединачна домаћинства која имају машину за веш                                                 | 1861     |
| 183 | Појединачна домаћинства која имају аутомобил или комби                                           | 1223     |
| 184 | Појединачна домаћинства која имају рачунар                                                       | 328      |
| 185 | Појединачна домаћинства која имају фиксну телефонску линију                                      | 2014     |
| 186 | Појединачна домаћинства која имају мобилни телефон                                               | 1338     |
| 187 | Појединачна домаћинства која имају приступ интернету                                             | 216      |